# Benno Jünemann

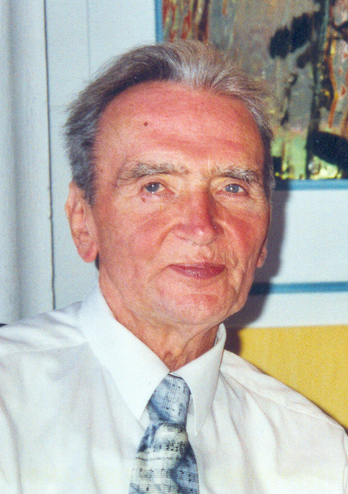
Benno Jünemann (2005)

Benno Jünemann (* 1. April 1924 in Merseburg, Sachsen-Anhalt; † 21. Juli 2011 in Lüdenscheid) war ein deutscher Komponist, Chorleiter, Organist und Lehrer. Er studierte Germanistik und Musik (Klavier) an der Universität Leipzig, wurde Lehrer in Ilmenau in Thüringen, ab 1957 in Lüdinghausen im Münsterland und ab 1959 in Plettenberg im Sauerland, Nordrhein-Westfalen.

## Werke
- Er komponierte bzw. vertonte Das Hohelied der Liebe nach Paulus (1 Kor 13,1-13 EU): Glaube, Hoffnung und Liebe, 2004
- den Sonnengesang von Franz von Assisi für vierstimmigen gemischten Chor, Orgel, Sopran- und Basssolo, 1995
- die Gedichte Schließe mir die Augen beide von Theodor Storm für vierstimmigen gemischten Chor
- Die Nachtigall von Theodor Storm für vierstimmigen gemischten Chor
- Sieh nicht was andere tun von Christian Morgenstern für gemischten Chor
- Wenn der Herr das Los wendet, aus dem Psalm 126